# Lasse Kukkonen
Lasse Juhani Kukkonen (ur. 18 września 1981 w Oulu) – fiński hokeista, reprezentant Finlandii, czterokrotny olimpijczyk.

## Kariera
- Kärpät U16 (1996-1997)
- Kärpät U18 (1997-1998)
- Kärpät U20 (1998-2000, 2002)
- Kärpät (1999-2003)
- Chicago Blackhawks (2003)
- Norfolk Admirals (2003-2004)
- Kärpät (2004-2006)
- Chicago Blackhawks (2006-2007)
- Philadelphia Flyers (2007-2009)
  -  Philadelphia Phantoms (2008-2009)
- Awangard Omsk (2009-2010)
- Mietałłurg Magnitogorsk (2010-2012)
- Rögle BK (2012-2013)
- Kärpät (2013-)

Wychowanek i długoletni zawodnik klubu Kärpät. Do kwietnia 2013 roku gracz Rögle BK. Od kwietnia 2013 ponownie gracz Kärpät. W listopadzie 2015 przedłużył kontrakt z klubem o trzy lata.
Uczestniczył w turniejach mistrzostw świata w 2005, 2006, 2007, 2009, 2010, 2011, 2012, 2013, 2016, 2017 oraz zimowych igrzysk olimpijskich 2006, 2010, 2014, 2018

## Sukcesy
Reprezentacyjne
- Złoty medal mistrzostw świata juniorów do lat 18: 1999
- Srebrny medal mistrzostw świata juniorów do lat 20: 2001
- Srebrny medal igrzysk olimpijskich: 2006
- Brązowy medal mistrzostw świata: 2006
- Srebrny medal mistrzostw świata: 2007, 2016
- Brązowy medal igrzysk olimpijskich: 2010, 2014
- Złoty medal mistrzostw świata: 2011

Klubowe
- Srebrny medal mistrzostw Finlandii: 2003 z Kärpät
- Złoty medal mistrzostw Finlandii: 2005, 2014, 2015 z Kärpät
- Brązowy medal mistrzostw Finlandii: 2006, 2016 z Kärpät

Indywidualne
- SM-liiga (2002/2003):
  - Najlepszy zawodnik miesiąca - październik 2002
  - Skład gwiazd sezonu
  - Pierwsze miejsce w klasyfikacji +/- (Trofeum Mattiego Keinonena)
- SM-liiga (2005/2006):
  - Skład gwiazd sezonu
  - Najlepszy zawodnik miesiąca - marzec 2006
  - Pierwsze miejsce w klasyfikacji +/- (Trofeum Mattiego Keinonena)
  - Najlepszy obrońca sezonu (Trofeum Pekki Rautakallio)
- SM-liiga (2007/2008):
  - Pierwsze miejsce w klasyfikacji strzelców wśród obrońców w sezonie zasadniczym: 16 goli
- KHL (2009/2010):
  - Mecz Gwiazd KHL
- Karjala Cup 2013:
  - Skład gwiazd turnieju
- Liiga (2013/2014):
  - Pierwsze miejsce w klasyfikacji strzelców wśród obrońców: 12 goli (Trofeum Juhy Rantasili)
  - Trzecie miejsce w klasyfikacji +/- w sezonie zasadniczym: +22[4]
  - Najlepszy obrońca sezonu (Trofeum Pekki Rautakallio)
  - Skład gwiazd sezonu
- Liiga (2014/2015):
  - Skład gwiazd sezonu

## Życie osobiste
Jego kuzynką jest piłkarka Tinja-Riikka Korpela. Żonaty z Pirittą, z którą ma trzy córki: Vilmę, Moonę i Elenę.